# Molovata Nouă
Molovata Nouă es una comuna y localidad de Moldavia en el distrito (raión) de Distrito de .

## Geografía
Se encuentra a una altitud de 72 m s. n. m. a 57 km de la capital nacional, Chisináu.

## Demografía
En el censo 2014 el total de población de la localidad fue de 1 997 habitantes.